# Arthur Arz von Straußenburg
Arthur svobodný pán Arz von Straucenburg (německy Arthur Freiherr Arz von Straußenburg, maďarsky Arz Artúr von Straussenburg báró (16. června 1857 Sibiu – 1. června 1935 Budapešť) byl rakousko-uherský generál. V rakousko-uherské armádě sloužil od roku 1878, působil jako štábní důstojník a pedagog. Za první světové války bojoval na východní frontě a na Balkáně. V roce 1917 byl povýšen do hodnosti generálplukovníka a na konci první světové války byl posledním náčelníkem generálního štábu rakousko-uherské armády (1917–1918). 

## Životopis

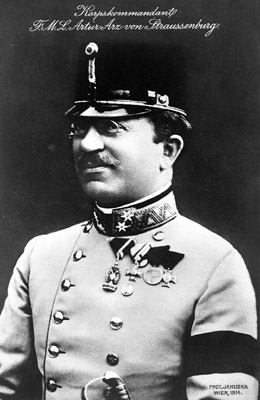
Arthur Arz von Straussenburg jako polní podmaršál (1914)

Narodil se v Sedmihradsku, v šlechtické rodině místních saských kolonistů, byl synem evangelického kněze Karla Gustava Arze (1831–1893). Studoval v rodném Sibiu a v Drážďanech, chtěl pokračovat ve studiu práv, ale absolvoval roční dobrovolnou službu v armádě a nakonec se rozhodl pro dráhu důstojníka. V letech 1885–1887 studoval na vojenské škole pro vyšší důstojníky ve Vídni a po jejím absolvování s vynikajicími výsledky byl přidělen ke generálnímu štábu jako nadporučík. Později byl v hodnosti kapitána pobočníkem armádního inspektora Antona Schönfelda (1895–1898) a po jeho smrti se vrátil do generálního štábu, kde strávil následujících deset let. V roce 1902 byl povýšen na plukovníka a v roce 1908 dosáhl hodnosti generálmajora. Od listopadu 1908 byl velitelem 61. brigády pěchoty v Budapešti a v roce 1912 stál krátce v čele 15. divize pěchoty v Miskolci. Mezitím získal pozornost arcivévody Evžena, který jej doporučil k dalšímu postupu. V roce 1913 byl Arz povýšen do hodnosti polního podmaršála a přešel jako sekční šéf na ministerstvo války.

### První světová válka

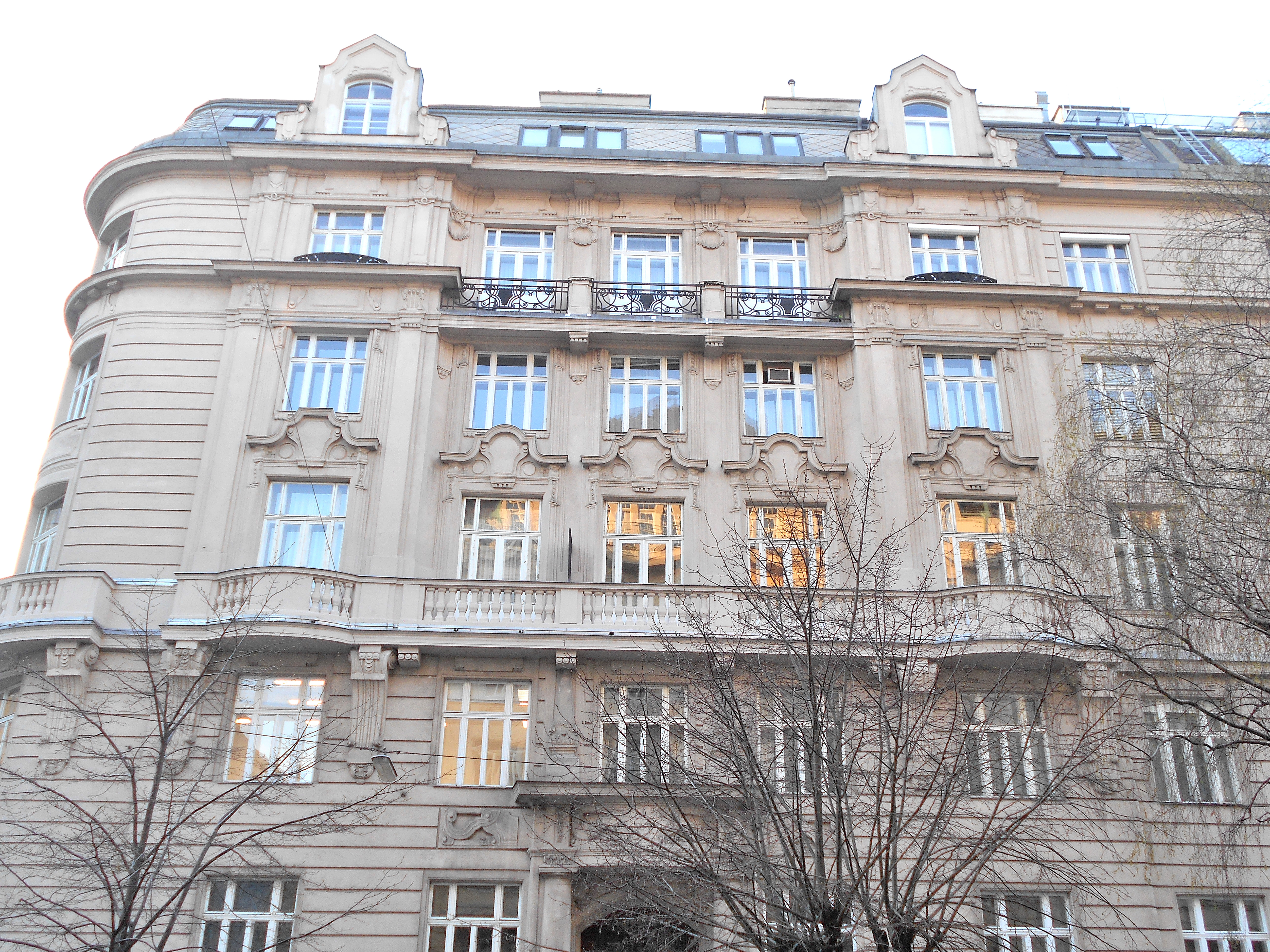
Dům v ulici Esteplatz 5 ve Vídni, bydliště Arthura Arze po roce 1918

Na začátku první světové války setrval ještě několik měsíců na ministerstvu války, ale v září 1914 byl odvelen na východní frontu, kde se připojil k VI. armádnímu sboru. Se střídavými úspěchy se zúčastnil bojů o Halič, poté byl přidělen k 11. armádě německého generála Mackensena. V roce 1915 byl povýšen na generála pěchoty a se svým sborem operoval v Bukovině. Během Brusilovovy ofenzíy zachránil své jednotky včasným ústupem k německé jižní armádě. V srpnu 1916 byl převelen do Sedmihradska, kde měl zabránit rumunskému postupu. Získal velení nad nově zformovanou 1. armádou, která však trpěla zoufalým nedostatkem vojáků a jen s podporou německého generála Falkenhayna se mu podařilo odrazit rumunský útok. 
Během bojů v Rumunsku na sebe upozornil následníka trůnu arcivévodu Karla, který se po smrti Františka Josefa stal císařem a okamžitě přistoupil k personálním změnám ve vedení armády. Arz byl 3. března 1917 jmenován náčelníkem generálního štábu a stal se blízkým spolupracovníkem nového panovníka, který sám převzal vrchní velení. Namísto bývalého ambiciózního a sebevědomého šéfa generálního štábu Franze Conrada byl Arz spíše jen loajálním konzultantem císaře. Ve srovnání s Conradem měl také mnohem lepší vztahy s německým vrchním velením, což se projevilo větším vlivem německých generálů na další postup rakousko-uherské armády. Díky tomu Arz přistoupil na poslední ofenzívu v Itálii (léto 1918), která však skončila neúspěchem. Císař Karel I. se 3. listopadu 1918 vzdal vrchního velení a svým nástupcem chtěl jmenovat Arze. Ten však odmítl nést zodpovědnost za nepříznivé podmínky podepsaného příměří a místo sebe navrhl do čela vrchního velení maršála Kövesse. Formálně byl penzionován k datu 1. prosince 1918.

### Po válce
Po demobilizaci rakousko-uherské armády se Arz usadil ve Vídni, kde žil v ulici Esteplatz 5. Ačkoliv nástupnické státy zaniklé monarchie většinou převzaly finanční závazky k bývalým důstojníkům, Maďarsko a Rumunsko odmítly Arzovi vyplácet penzi, do rodného Rumunska měl dokonce zakázaný vstup. Mezitím byl postaven i před soud za předčasné ukončení bojových akcí v Itálii v roce 1918, které vedlo k zajetí statitisíců rakousko-uherských vojáků, soud jej ale zprostil viny. V soukromí napsal dvě knihy autobiografických vzpomínek na válečná léta. Až v roce 1926 získal nárok na penzi v Maďarsku s podmínkou osobního vyzvedávání v Budapešti. Právě při přebírání penze zemřel náhle v Budapešti na následky infarktu 1. července 1935. V Budapešti je také pohřben. 

## Tituly a ocenění
V roce 1916 byl jmenován c. k. tajným radou, v roce 1917 získal titul barona (svobodný pán - Freiherr) a stal se také doživotním členem uherské Sněmovny magnátů. Během své vojenské služby obdržel také řadu vyznamenání v Rakousku-Uhersku i od zahraničních panovníků. V období před první světovou válkou získal pruský Řád koruny II. třídy (1902) a Řád červené orlice II. třídy (1909), rurmunský Řád hvězdy (1907) nebo perský Řád lva a slunce (1910). Za války se stal nositelem dvou stupňů pruského Železného kříže (1914, 1915) a prestižního řádu Pour le Mérite (1915). Během válečných let v Rakousku-Uhersku získal Řád železné koruny I. třídy (1914) a velkokříž Leopoldova řádu (1917), dále byl nositelem Vojenského záslužného kříže (1914) a Vojenské záslužné medaile (1916). V roce 1917 obdržel komandérský kříž prestižního Řádu Marie Terezie.

## Rodina
Jeho manželkou byla Stephanie Thomka de Thomkaháza (1863–1935), dcerou c. k. plukovníka Viléma Thomky, sňatek se konal v roce 1903 v Košicích. Z jejich manželství se narodily dvě děti. Syn Albert (1892–1968) vystudoval politologii a působil jako pedagog.

## Dílo
- Zur Geschichte des großen Krieges 1914-18, Rikola-Verlag, Wien 1924
- Kampf und Sturz der Kaiserreiche, Verlag Günther, Wien 1935